# Ceraeochrysa fiebrigi
Ceraeochrysa fiebrigi är en insektsart som först beskrevs av Navás 1913.  Ceraeochrysa fiebrigi ingår i släktet Ceraeochrysa och familjen guldögonsländor. Inga underarter finns listade i Catalogue of Life.